# 文子天満宮
文子天満宮（あやこてんまんぐう）は、京都府京都市下京区にある神社（天満宮）。旧社格は村社。天神信仰発祥の神社であり、上京区にある北野天満宮の前身と伝えられる。登記上の宗教法人名称は文子天満宮神社（あやこてんまんぐうじんじゃ）。

## 祭神
菅原道真と乳母であった多治比文子（たじひのあやこ）を祀る。

## 歴史
社伝によれば、大宰府（福岡県）に左遷された道真は、903年（延喜3年）に59歳で没したが、没後、道真の乳母であった多治比文子は、「われを右近の馬場に祀れ」との道真の託宣を受けたという。しかし、文子は貧しく、社殿を建立することができず、右京七条二坊の自宅に小さな祠を建て、道真を祀ったといわれている。これが当社の起こりで、天神信仰発祥の神社、また北野天満宮の前身とも伝えられている。
以後、天明、安政、元治の大火で類焼したが、その都度再建され、明治に至り、村社に列せられた。現在の社殿は、1918年（大正7年）に造営されたものである。毎年4月16日に近い第3日曜日に、例祭が執り行われる。

## 境内

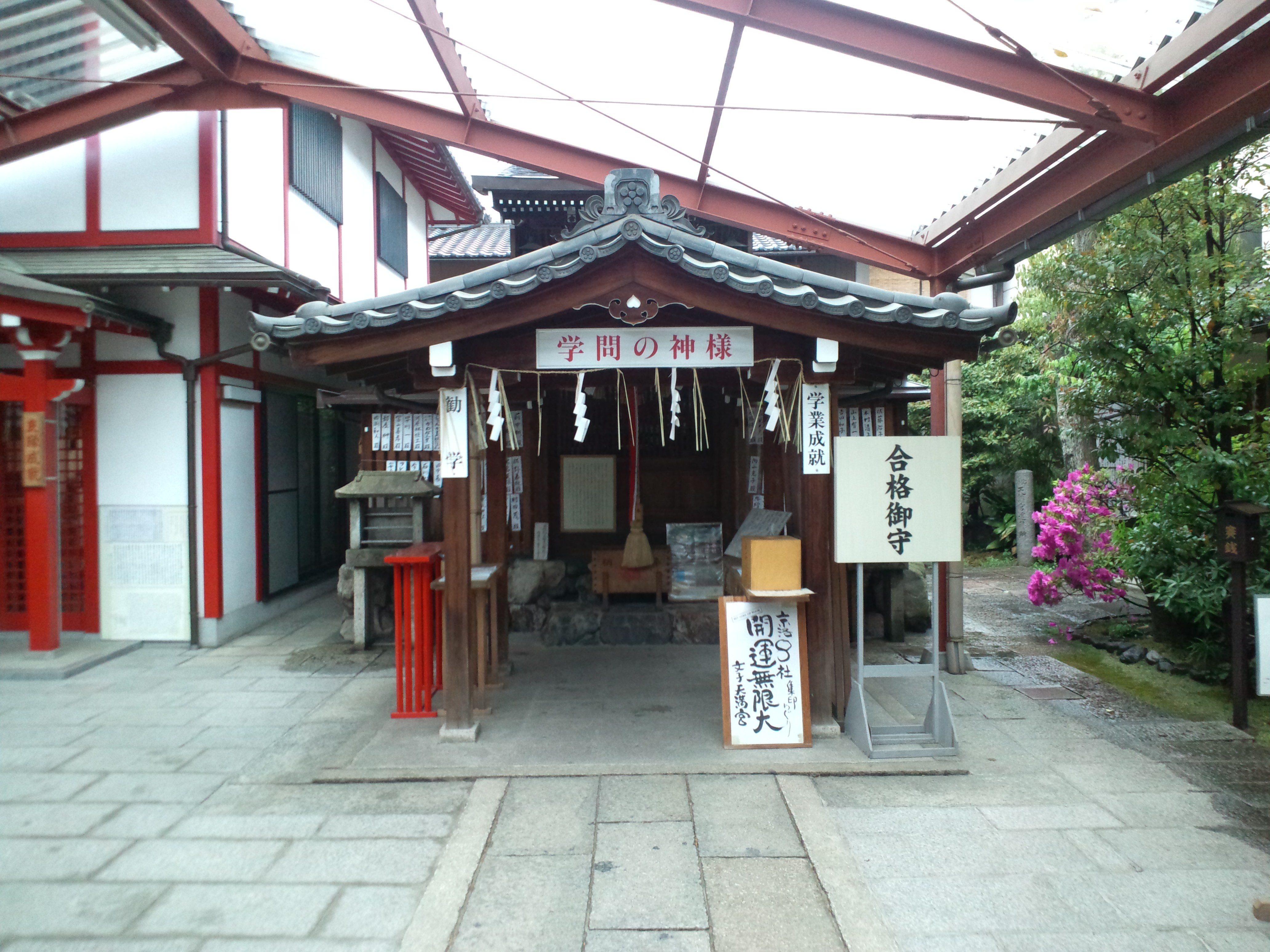
本殿
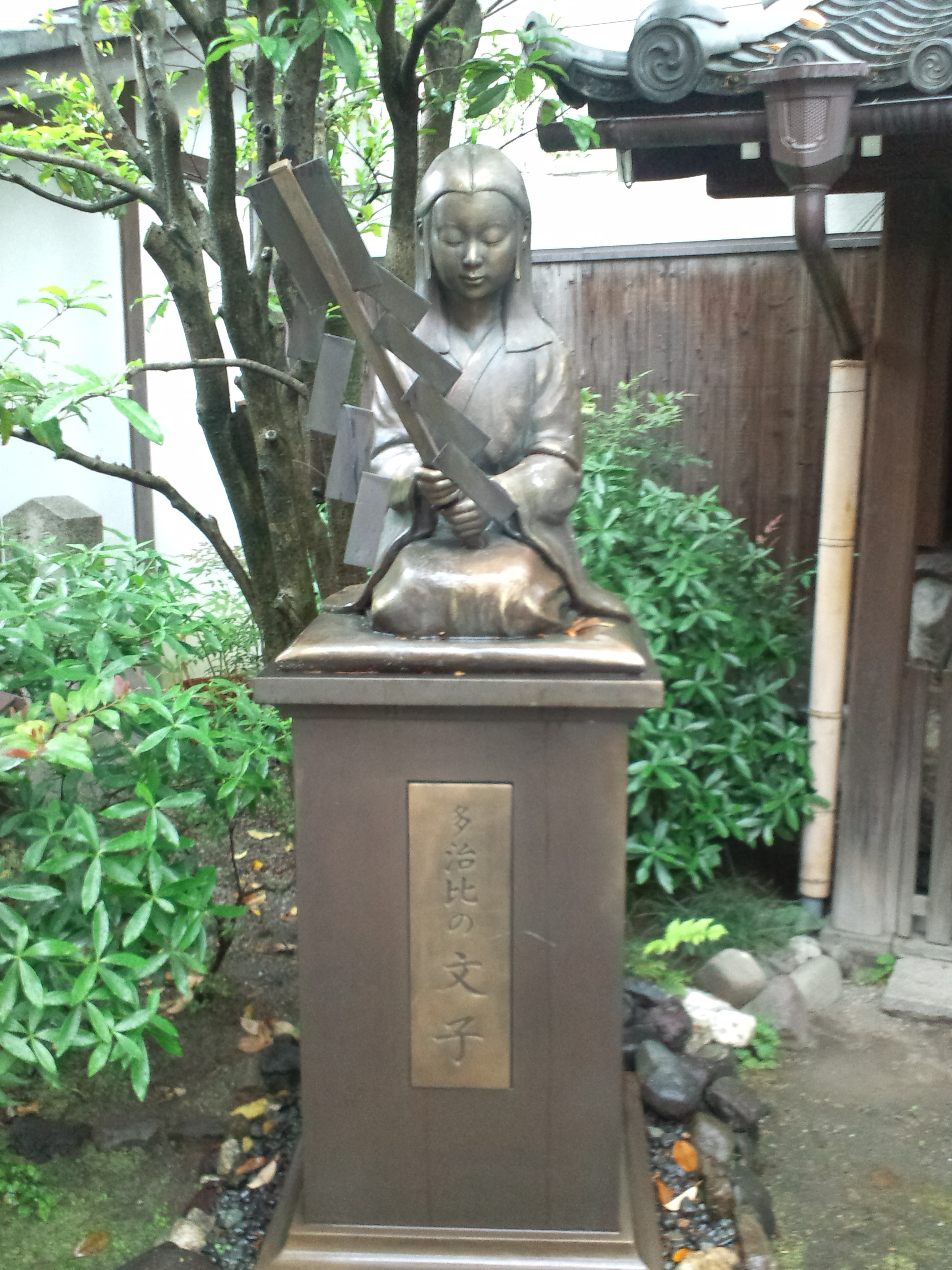
多治比文子の像
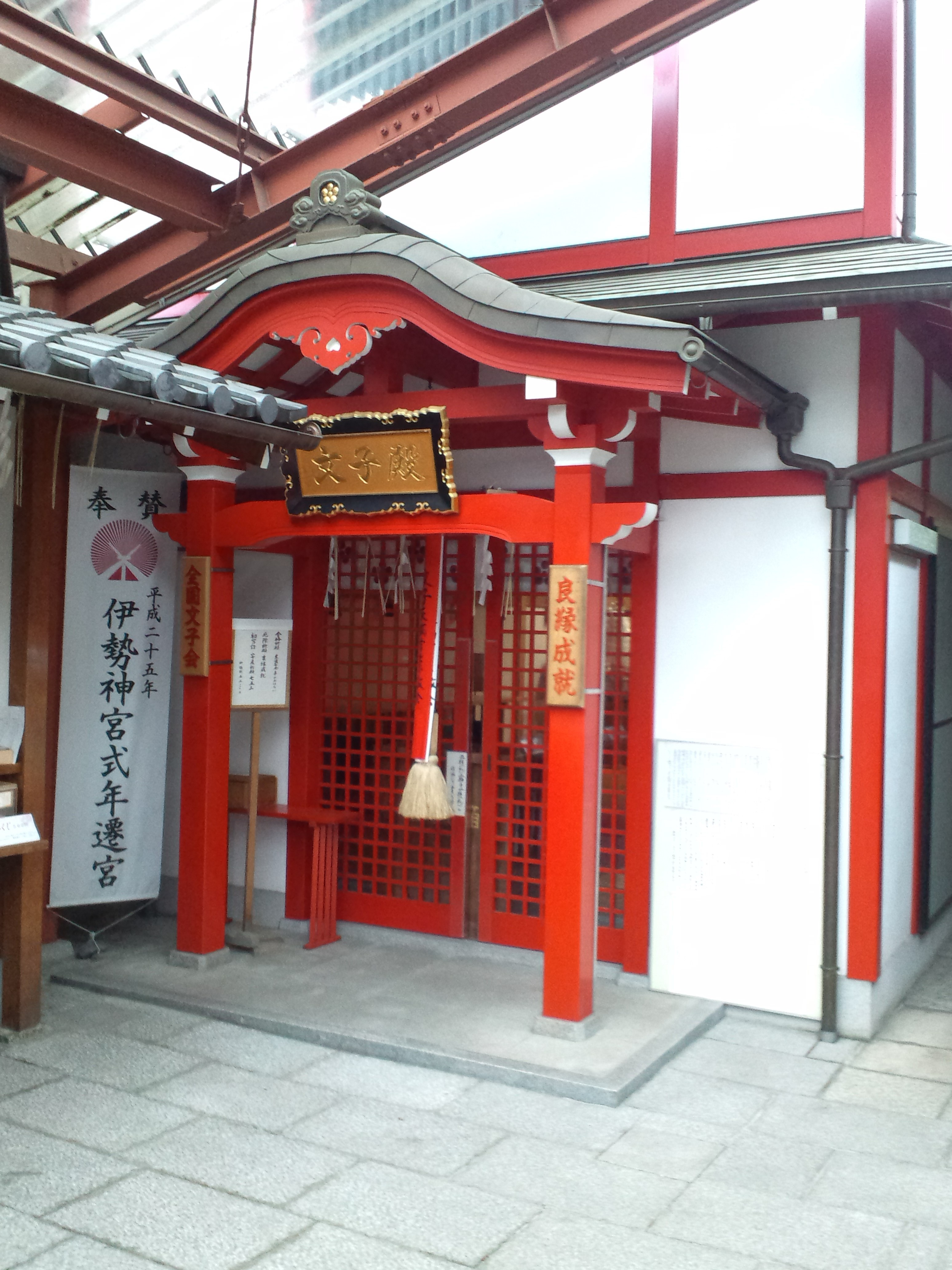
文子殿

## 現地情報
所在地
- 京都府京都市下京区間之町通花屋町下ル天神町400

交通アクセス
- 最寄駅：JR西日本及び近鉄京都線 京都駅下車後、徒歩約8分